# Milà bidentat cuixa-roig
El milà bidentat cuixa-roig (Harpagus diodon) és un ocell rapinyaire de la família dels accipítrids (Accipitridae). Habita selves i boscos d'Amèrica del Sud a Guyana, Guaiana Francesa, Amazònia, sud i est del Brasil, est de l'Equador, est de Bolívia, el Paraguai i nord de l'Argentina. El seu estat de conservació es considera de risc mínim.